# 히타이트 법

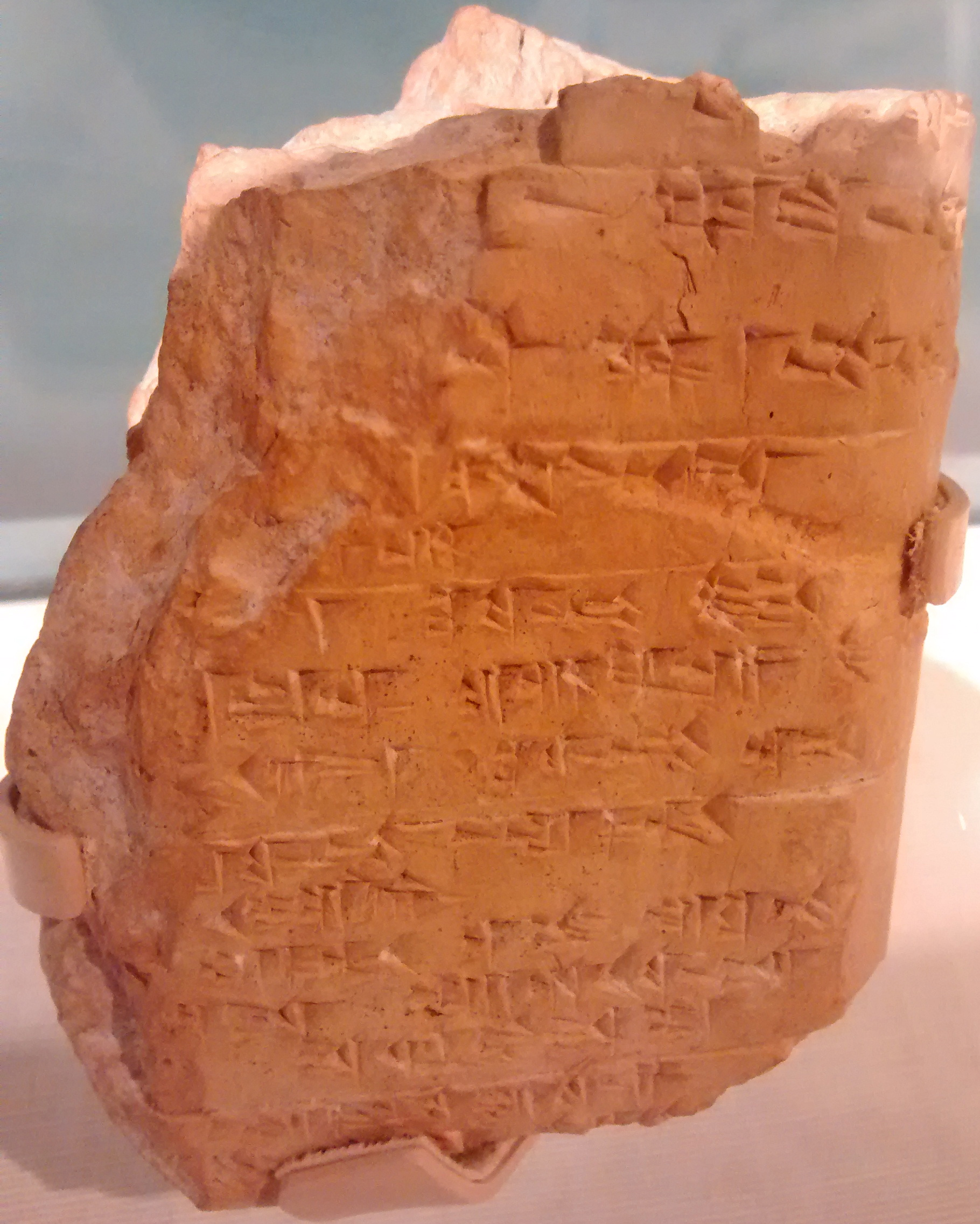

히타이트 법은 하투사에서 발견된 히타이트어 여러 설형문자 점토판에 보존되어 있었다.(200항목) 사본은 고대 히타이트어뿐만 아니라 중기와 후기 히타이트어로도 쓰여 있다.
법은 판례법으로 구성되어 있다. 그들은 조건으로 시작하며 규칙이 따른다. 예를 들면 "만약 어떤이가 남자 또는 여자 노예의 귀를 찢으면 그는 3셰켈의 은을 지불해야 한다." 법은 두 번째 사람에 대해서는 구성되어 있지 않다. 즉, "당신은 X하지 않을 것이다.".
남아 있는 히타이트 법은 내부의 논리 또는 구성이 없는 기록된 연습 점토판이라는 일반적인 관점이 문서를 작성한 히타이트인에 대해서보다도 더 현대적인 관점을 말해준다.
기원전 두 번째 천년에 근동의 산재한 기록된 히타이트의 인도 유럽언어 설형문자로 기록었으며, 이들 법들은 동시대의 셈족의 법전에서 공통적으로 보이는 사형제도에 비정상적인 혐오를 보인다.
법들은  두 점토판에 보존되어 있는데 각각 약 100문장이 들어있는데 첫 분류는 인간의 법이며 두 번째는 포도의 법 그리고 세 번째 집합도 존재하였던 것 같다.

## 여덟가지 주요그룹의 법
I 공격/습격: 문장 1 - 24
II 혼인 관계: 문장 26 - 38
III 의무와 봉사 - TUKUL: 문장 39 - 56
IV 재산의 약탈과 절도 : 문장 57 - 144
V 계약 & 가격 : 문장 145 - 161
VI 제례: 문장 162 - 173
VII 계약 & 관세: 문장 176 - 186
VIII 성관계 - HURKEL 문장 187 - 200
히타이트 법은 약 500년동안 사용되어왔다. 그리고 많은 사본들이 문법은 변하였지만 원본이 맹신되어 필사되었고 후의 생각을 추가하는 시도가 없었다.
순서는 변함이 없었지만 형벌에는 변화가 있었다. 초기의 판에는 매우 심각한 형별이 존재하였고 다시 종반에  등장하였다. 그리하여 저작의 순차는 내용에 적용되지 않은 저작권 보호를 방지하는 변화의 형태를 지녔다.
기록이전의 지혜로운 대화의 사회에서 노래와 종교의식에 기록되어 있듯이 저작의 원래 순서는 기억을 돕고 존경과 존중의 표시로서 불변이며 신성불가침의 것이었다.
이런한 보존노력이 있었지만 형벌의 변화는 두번 있었다. 그것은 이전 또는 현재의 법에서 발견되지 않는 독특한 것이다.
먼저 카라-키누나 개정은 이전 것보다 형벌을 줄였지만 분명히 원래의 판이 들 보존된 것이다.
두 번째 종반의 시기는 이미 개조된 히타이트 법의 형벌을 변화시킨다.

## 같이 보기
- 함무라비 법전